# Барзания, Алексей Хабугович
Алексей Хабугович Барзания (1887 год, село Лыхны, Сухумский округ, Кутаисская губерния, Российская империя — 14 июля 1976 года, село Лыхны, Гудаутский район, Абхазская АССР, Грузинская ССР) — звеньевой колхоза имени Молотова Гудаутского района, Абхазская АССР, Грузинская ССР. Герой Социалистического Труда (1948).
Старший брат Героя Социалистического Труда Самсона Хабуговича Барзании.

## Биография
Родился в 1887 году в крестьянской семье в селе Лыхны Сухумского округа.
С подросткового возраста трудился в личном сельском хозяйстве. После Октябрьской революции сражался за установление советской власти в составе отряда «Киараз» против грузинских меньшевиков. Во время коллективизации одним из первых в колхоз имени Молотова Гудаутского района. Трудился рядовым колхозником, в послевоенное время возглавлял полеводческое звено.
В 1947 году звено под его руководством собрало в среднем с каждого гектара по 70,64 центнера кукурузы на участке площадью 3 гектара. Указом Президиума Верховного Совета СССР от 21 февраля 1948 года удостоен звания Героя Социалистического Труда за «получение высоких урожаев кукурузы и пшеницы в 1947 году» с вручением ордена Ленина и золотой медали «Серп и Молот» (№ 651).
Этим же Указом званием Героя Социалистического Труда были награждены труженики колхоза имени Молотова Гудаутского района бригадир Калистрат Константинович Сакания, звеньевые Самсон Хабугович Барзания, Кязим Османович Бганба, Теймур Согумович Джарсалия и Арзамет Сабаевич Чантурия.
Неоднократно избирался депутатом Лыхненского сельского Совета депутатов трудящихся, членом совета колхоза имени Молотова Гудаутского района.
Проживал в родном селе Лыхны Гудаутского района. Умер 14 июля 1976 года.
Награды
- Герой Социалистического Труда
- Орден Ленина
- Почётный колхозник (1971)